# Sebastian Lara
Sebastian Lara (* 11. Mai 2002 in Baldwin Park) ist ein US-amerikanischer Volleyballspieler.

## Karriere
Lara begann seine Karriere an der Mater Dei High School in Santa Ana. Von 2020 bis 2022 studierte er an der Loyola University Chicago. Danach war er ein Jahr am Orange Coast College aktiv. Von 2023 bis 2025 studierte er an der UC San Diego. 2025 wurde der Außenangreifer vom deutschen Bundesligisten Volley Goats Mitteldeutschland verpflichtet.